# Hydrocyphon subtrilobus
Hydrocyphon subtrilobus is een keversoort uit de familie moerasweekschilden (Scirtidae). De wetenschappelijke naam van de soort werd in 2005 gepubliceerd door Yoshitomi & Sato.